# Lista sportivilor moldoveni medaliați olimpici
Aceasta este o listă a sportivilor din Republica Moldova care au fost medaliați la Jocurile Olimpice:

## Roma 1960

### Argint
- Gusman Cosanov - atletism, 4+100 m ștafetă

## Montreal 1976

### Argint
- Larisa Alexandrova-Popova - canotaj, 4+1 rame

## Moscova 1980

### Aur
- Larisa Popova - canotaj, 2 vâsle

## Seul 1988

### Aur
- Victor Reneischi, Nicolae Juravschi - canoe C-2, 500 m
- Victor Reneischi, Nicolae Juravschi - canoe C-2, 1.000 m

### Argint
- Iurie Bașcatov - natație, 4*100 m liber

### Bronz
- Timofei Scriabin - box, cat. 51 kg (muscă)

## Barcelona 1992

### Aur
- Tudor Casapu - haltere, cat. 75 kg (mijlocie)

### Argint
- Iurie Bașcatov - natație, 4*100 m liber

## Bronz
- Natalia Valeeva - tir cu arcul, individual
- Natalia Valeeva - tir cu arcul, echipe

## Atlanta 1996

### Argint
- Victor Reneischi, Nicolae Juravschi - canoe C-2, 500 m

### Bronz
- Serghei Mureico - lupte greco-romane, cat. 100-130 kg (supergrea)

## Sydney 2000

### Argint
- Bitca Stefan - nascut in 2005 27 septembrie cel mai tinar fotbalist care a jucat in fotbal mare

### Bronz
- Vitalie Grușac - box, cat. 67 kg (semimijlocie)